# Ardentown
Ardentown – wieś w Stanach Zjednoczonych, w stanie Delaware, w hrabstwie New Castle.